# Gunung Seulangir
Gunung Seulangir är ett berg i Indonesien.   Det ligger i provinsen Aceh, i den västra delen av landet, 1 600 km nordväst om huvudstaden Jakarta. Toppen på Gunung Seulangir är 2 215 meter över havet, eller 85 meter över den omgivande terrängen. Bredden vid basen är 1,4 km. Gunung Seulangir ingår i Van Daalen Mountains.
Terrängen runt Gunung Seulangir är kuperad åt sydväst, men åt nordost är den bergig.  Trakten runt Gunung Seulangir är nära nog obefolkad, med mindre än två invånare per kvadratkilometer. Det finns inga samhällen i närheten. I omgivningarna runt Gunung Seulangir växer i huvudsak städsegrön lövskog.